# Rhonda Dent
Rhonda Paige Dent (n. 18 august 1978, Langley⁠(d), British Columbia, Canada) este o actriță de film, televiziune și voce canadiană.

## Filmografie
| An   | Titlu                           | Rol                |
| ---- | ------------------------------- | ------------------ |
| 1999 | A Girl Is a Girl                | Clarissa           |
| 2001 | Beyond Belief: Fact or Fiction  | Tara               |
| 2004 | Proof of the Man                | Shuftan's Daughter |
| 2005 | The 4400                        | Elise Appelbaum    |
| 2006 | Presumed Dead                   | Paige Stevenson    |
| 2007 | Blood Ties                      | Alyssa             |
| 2010 | Alyssa                          | Alyssa             |
| 2014 | Thirty-One Scenes About Nothing | Carry              |
| 2015 | Helix                           | Corrin Duluk       |
| 2016 | Snowcapped Christmas            | Sports Commentator |
| 2017 | Rocky Mountain Christmas        | Paige              |
| 2018 | Memories of Christmas           | Angela             |
| 2019 | Van Helsing                     | Charlotte          |

## Legături externe
- Rhonda Dent la Internet Movie Database